# Pseudoathyreus kordofanus
Pseudoathyreus kordofanus är en skalbaggsart som beskrevs av Johann Christoph Friedrich Klug 1843. Pseudoathyreus kordofanus ingår i släktet Pseudoathyreus och familjen Bolboceratidae. Inga underarter finns listade i Catalogue of Life.